# Kastre (gemeente)
Kastre (Estisch: Kastre vald) is een gemeente in de Estische provincie Tartumaa. De gemeente telde 5.718 inwoners op 1 januari 2023 en heeft een oppervlakte van 492,74 vierkante kilometer. De hoofdplaats is Kurepalu.
De landgemeente ontstond in oktober 2017, toen de gemeenten Haaslava, Mäksa en Võnnu werden samengevoegd. Bovendien werden de dorpen Järvselja en Rõka uit de gemeente Meeksi bij Kastre gevoegd. Bij Järvselja ligt het oudste natuurreservaat van Estland, het Järvselja looduskaitseala.
Bij het dorp Lange bevindt zich sinds 2002 het Estisch Luchtvaartmuseum (Eesti Lennundusmuuseum).

## Plaatsen
De gemeente telt:
- twee plaatsen met de status van vlek (Estisch: alevik): Roiu en Võnnu;
- 49 plaatsen met de status van dorp (Estisch: küla): Aadami, Aardla, Aardlapalu, Agali, Ahunapalu, Alaküla, Aruaia, Haaslava, Hammaste, Igevere, Ignase, Imste, Issaku, Järvselja, Kaagvere, Kaarlimõisa, Kannu, Kastre, Kitseküla, Kõivuküla, Koke, Kõnnu, Kriimani, Kurepalu, Kurista, Lääniste, Lange, Liispõllu, Mäksa, Mäletjärve, Melliste, Metsanurga, Mõra, Päkste, Paluküla, Poka, Rõka, Rookse, Sarakuste, Sudaste, Tammevaldma, Terikeste, Tigase, Tõõraste, Uniküla, Vana-Kastre, Veskimäe, Võruküla en Võõpste.

## Geboren in Kastre
- in Võnnu: Gustav Suits (1883-1956), dichter.

Stadsgemeente: Tartu

Landgemeenten: Elva · Kambja · Kastre · Luunja · Nõo · Peipsiääre · Tartu vald